# Bronsjassana
Bronsjassana (Metopidius indicus) är en sydasiatisk fågel i familjen jassanor inom ordningen vadarfåglar.

## Utseende
Karakteristiskt för bronsjassana liksom för andra arter inom familjen jaçanor är dess långa ben och mycket stora fötter med långa tår och klor som möjliggör för dem att gå omkring på flytande vegetation. Bronsjassana är en relativt mörk fågel med en kroppslängd på 28-31 centimeter. Adult fågel har ett vitt ögonbrynsstreck, bronsgrön ovansida och svartaktig undersida. Vingarna är helmörka, båda ovan och under. Näbben är gul. Ungfågeln är ljusare med vitaktig undersida och brunorange anstrykning på bröstet samt brun ovansida.

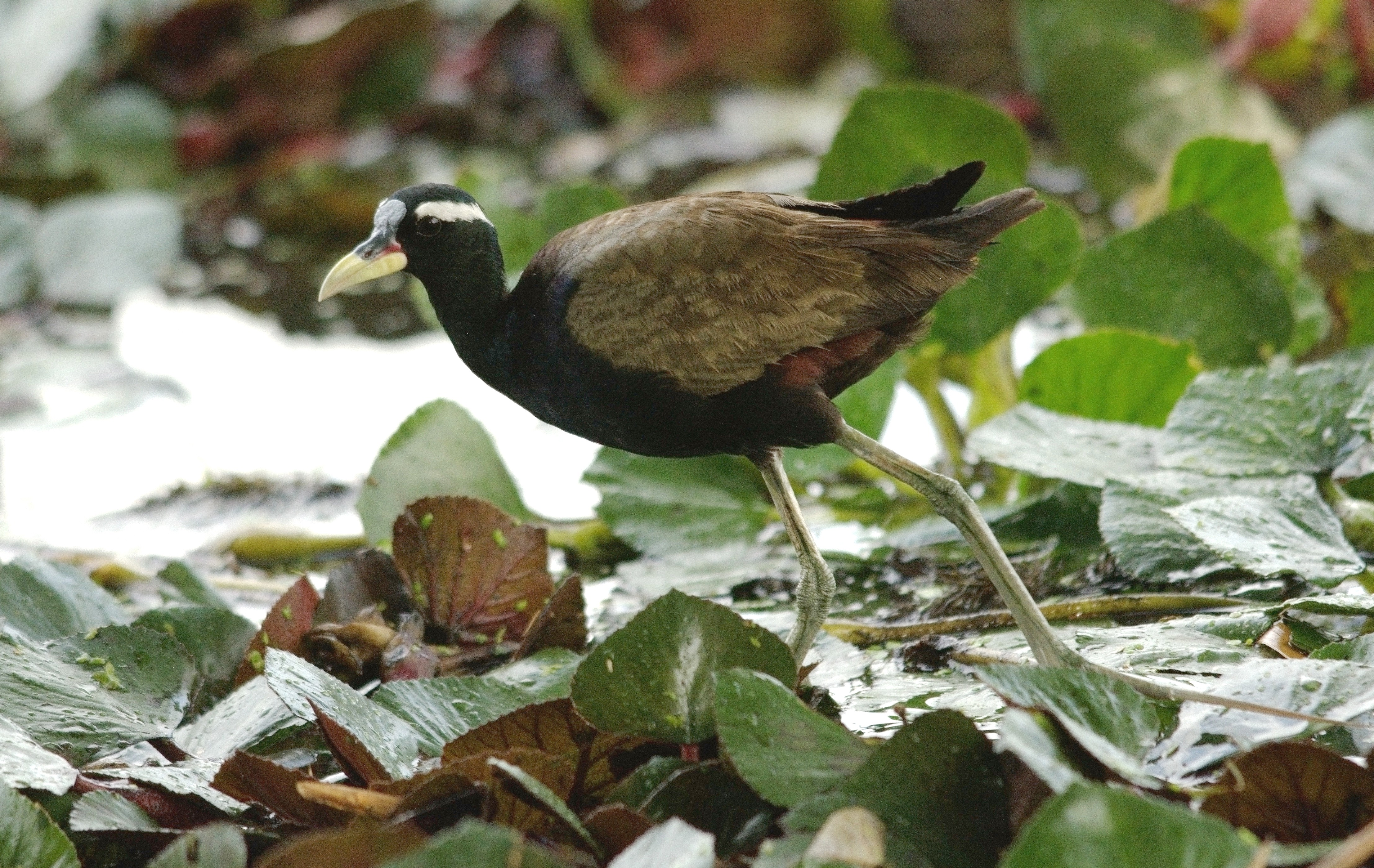
Adult.
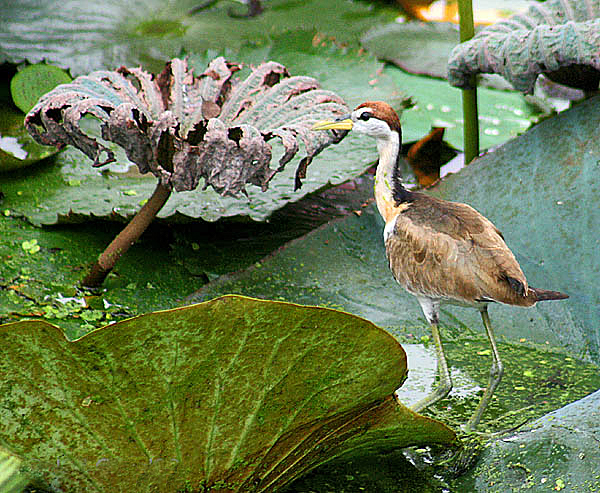
Ungfågel.

## Läten
Gälla "seek-seek-seek" hörs, liksom korta hårda stönande ljud.

## Utbredning och systematik
Bronsjassanan placeras som enda art i släktet Metopidius. Den behandlas som monotypisk, det vill säga att den inte delas in i några underarter. Fågeln förekommer i låglänta områden från Indien till sydvästra Kina, Sydostasien, Sumatra och Java.

## Levnadssätt
Bronsjassanan trivs i små våtmarker varhelst det finns gott om flytande vegetation som indisk lotus (Nelumbium speciosum), egyptisk vitlotus (Nymphaea lotus), vattenhyacint (Eichhornia crassipes), musselblomma (Pistia stratiotes) och sävarten Schoenoplectiella articulata. Den förekommer även i tätare växtlighet, i fuktiga gräsmarker och igenväxta risfält. Generellt föredrar den mindre våtmarker än fasanjassanan som den delar utbredningsområde med. Arten är huvudsakligen vegetarian men intar troligen också en stor andel insekter, sniglar och andra ryggradslösa djur.

### Häckning
Bronsjassanan häckar under monsunen, i juni på Java och mellan slutet av juli och början av september i södra Indien. Arten är polyandrisk, där en hona häckar med en till fem hanar. Boet placeras i tätare vegetation än hos andra jaçanaarter. Varje hane bygger upp till fem olika bon. Honan lägger tre till fyra ägg som hanen ruvar i 26-29 dagar.

## Status
Artens populationstrend är okänd, men både utbredningsområde och population är relativt stora. Internationella naturvårdsunionen IUCN anser inte att den är hotad och placerar den därför i kategorin livskraftig.

## Namn
Fågeln har på svenska även kallats indisk jacana.